# Sportsmen's Tennis Club USTA Pro Circuit Challenger 2011
Lo Sportsmen's Tennis Club USTA Pro Circuit Challenger 2011 è stato un torneo di tennis facente parte della categoria ITF Women's Circuit nell'ambito dell'ITF Women's Circuit 2011. Il torneo si è giocato a Boston negli USA dal 20 al 26 giugno 2011 su campi in cemento e aveva un montepremi di $50 000.

## Vincitori

### Singolare
Petra Rampre ha battuto in finale  Tetjana Lužans'ka con il punteggio di 6–4, 5–7, 6–4

### Doppio
Tetjana Lužans'ka /  Alexandra Mueller hanno battuto in finale  Sharon Fichman /  Marie-Ève Pelletier con il punteggio di 7–6(3), 6–3